# Pfälzerwoog
Der Pfälzerwoog ist ein See und liegt im Landkreis Südwestpfalz in Rheinland-Pfalz. Er ist als Naturschutzgebiet ausgewiesen.

## Lage
Das 11,32 ha große Gebiet, das im Jahr 1979 unter Naturschutz gestellt wurde, erstreckt sich im Südweste der Ortsgemeinde Fischbach bei Dahn unweit der Gemarkungsgrenze zur benachbarten Ortsgemeinde Ludwigswinkel. Das Naturschutzgebiet selbst geht über den namensgebenden See hinaus. Unweit nördlich verläuft die Landesstraße 478. Die Staatsgrenze zu Frankreich verläuft wenige Kilometer südlich.

## Schutzzweck
Schutzzweck ist die Erhaltung des flach- bis zwischenmoorartigen Gebietes, der Wasser- und Verlandungszonen als Standorte seltener Pflanzenarten und Pflanzengesellschaften sowie als Lebensraum seltener Tierarten aus wissenschaftlichen Gründen.

## Tourismus
Entlang seines Nord- sowie seines Ostufers verlaufen der Felsenland Sagenweg, die Wasgau-Seen-Tour und ein von Zweibrücken bis zum Rhein führender Wanderweg, der mit einem grünen Balken markiert ist.